# Ashikaga Yoshikatsu
Ashikaga Yoshikatsu (tiếng Nhật: 足利 義勝; 19 tháng 3 năm 1434 — 16 tháng 8 năm 1443) là shogun thứ 7 của Mạc phủ Ashikaga ở Nhật Bản, nắm quyền từ năm 1442 đến năm 1443.